# Herbert Stewart Leonard
Herbert Stewart Leonard (* 10. Oktober 1908 in Fargo, North Dakota; † 1. Juni 1952 in St. Louis) war ein US-amerikanischer Kunsthistoriker.

## Leben
Stewart wurde als Sohn von Herbert Otis Leonard geboren. Er studierte ab 1926 Kunstgeschichte an der University of Chicago und lehrte in der Künstlerkolonie von Stone City. Seine Dissertation legte er 1934 über die Architekturgeschichte von Chicago vor. Im Mai 1933 wurde er Direktor der Kunstgalerie in Key West, veranstaltete Ausstellungen, sorgte für Ankäufe, Spenden, ein örtliches Programm zur Kunstförderung, pflegte die Verbindung zu Malern in Florida. Ab Juni 1935 fungierte er als Direktor des  Kunstinstituts von Zanesville (Ohio), gab Kunstunterricht, schrieb Artikel über seine Sammlung.
Nach dem Tod seiner Gattin Dolores meldete er sich im Juni 1941 freiwillig zur Armee. Er diente als Bombenentschärfer und erhielt im Mai 1944 den Rang eines Hauptmanns. Nach dem Wechsel in die Abteilung für Kunst-, Kulturgüter- und Denkmalschutz (Monuments, Fine Arts, and Archives Section) des Generalstabes assistierte er deren Chef, dem Major Bancel LaFarge und verhörte Kunsträuber wie Hermann Göring. Seit 1947 leitete er den Central Collecting Point in München. Im November des folgenden Jahres legte er wegen einer schweren Auseinandersetzung mit der Militärregierung über die Rückgabe bestimmter Kunstwerke an Italien sein Amt nieder.
Er kehrte in die Vereinigten Staaten an das städtische Kunstmuseum von St. Louis zurück und berichtete laufend über wertvolle Schenkungen, etwa eines unveröffentlichten, reich illustrierten Manuskripts von Paul Gauguin, klassizistischem Berliner Porzellan, byzantinischen und romanischen Goldschmiedearbeiten, zeitgenössischen deutschen Skulpturen. Er schrieb 1950 über Grafiken und Gemälde zum "Mississippi - Panorama."

## Werke
- History of Architecture in Chicago, Ph.D. diss., University of Chicago, 1934
- An unpublished manuscript by Paul Gauguin, Bulletin of the City Art Museum of St. Louis, Bd. 34, Nr. 3, Sommer 1949, S. 41 ff.
- A gift of Berlin Porcelain with some pieces by Johann Gottfried Schadow, ebd., Bd. 34, Nr. 4, Herbst 1949, S. 62 ff.
- Medieval antiquities from the estate of the late Joseph Brummer, ebd., Bd. 35, Nr. 1/2, Winter 1950, S. 4 ff.
- Contemporary German sculpture by Sintenis, Kolbe, Lehmbruck and Wimmer, ebd., Bd. 35, Nr. 3, Sommer 1950, S. 44 ff.